# Melanagromyza cyrtorchidis
Melanagromyza cyrtorchidis är en tvåvingeart som beskrevs av Spencer 1985. Melanagromyza cyrtorchidis ingår i släktet Melanagromyza och familjen minerarflugor.
Artens utbredningsområde är Kenya. Inga underarter finns listade i Catalogue of Life.